# Bourg-Sainte-Marie
Bourg-Sainte-Marie település Franciaországban, Haute-Marne megyében. Lakosainak száma 85 fő (2022. január 1.). Bourg-Sainte-Marie Hâcourt, Huilliécourt, Illoud, Romain-sur-Meuse, Brainville-sur-Meuse és Bourmont entre Meuse et Mouzon községekkel határos.

## Népesség
A település népességének változása:
| Lakosok száma | 147  | 125  | 117  | 92   | 97   | 100  | 101  | 99   | 94   | 85   |
|               | 1968 | 1982 | 1990 | 2006 | 2013 | 2015 | 2017 | 2019 | 2020 | 2022 |